# جمعية مؤثري الثورة الإسلامية
جمعية مُؤثِري الثورة الإسلامية (بالفارسية: جمعیت ایثارگران انقلاب اسلامی)؛ حزب سياسي أصولي إيراني، تأسس من قبل مجموعة من الأصوليين الإيرانيين في 9 أبريل 1997، وهو أحد مجموعتين حزبيتين تشكلان جبهة الأصوليين التغيريين. ينحدر معظم أعضاء الجمعية من خلفيات عسكرية وتعبوية، إذ كانوا سابقًا قادة في البَسيج والحرس الثوري الإيراني، ويمثلون المحاربين القدامى الذين خدموا في الحرب الإيرانية العراقية. لم تجذب الجمعية أنظار الباحثين المهتمين بالتيارات السياسية الإيرانية، إذ تعد الأقل مناقشة مقارنة بالأحزاب الإيرانية الأخرى، رغم أنها من بين المجموعات الأصولية الإيرانية الأكثر قوة. كان الرئيس الإيراني محمود أحمدي نجاد عضوًا فيها.